# George Blake
George Blake, nascido George Behar (Roterdã, 11 de novembro de 1922 – Moscou, 26 de dezembro de 2020), foi um espião britânico, conhecido por ter sido um agente duplo em serviço da União Soviética durante os anos 50. Descoberto apenas em 1961, ele foi sentenciado a 42 anos de prisão. Contudo, Blake conseguiu escapar do confinamento na cadeia de Wormwood Scrubs em 1966 e fugiu para a Rússia.
Blake foi recrutado pela inteligência britânica durante a Segunda Guerra Mundial, se tornando um agente duplo uma década mais tarde. Ele trabalhou dando informações secretas para os soviéticos até 1961, quando foi preso. Após cinco anos na cadeia, ele escapou da prisão e fugiu para a Alemanha Oriental antes de ir para a União Soviética. Viveu então em Moscou pelas próximas décadas, sem chamar muita atenção para si mesmo, e ganhou uma pensão de ex-funcionário da KGB. Nas poucas vezes em que deu entrevistas para jornais ocidentais, Blake não demonstrou arrependimentos, porém disse se sentir mal com a morte de agentes infiltrados que ajudou a entregar para os russos. Ele contou também que ainda era um militante marxista-leninista e que não se sentia um traidor. Blake disse que virou um comunista após testemunhar as consequências humanitárias do bombardeio feito pela força aérea dos Estados Unidos contra a Coreia do Norte no começo da década de 1950, ao mesmo passo que começou a ler os trabalhos de Karl Marx e de outros pensadores comunistas enquanto estava detido pelos norte-coreanos.
Em um dos casos mais notórios, ele entregou aos soviéticos informações sobre um túnel (Operação Gold) que a CIA e o MI6 estavam escavando em Berlim para tentar acessar as linhas de comunicação entre o quartel-general do exército soviético e Moscou. Graças às informações de George Blake, o túnel foi descoberto e os russos passaram quase um ano transmitindo dados falsos aos americanos.
Em 26 de dezembro de 2020, o Kremlin divulgou a morte do Blake, aos 98 anos de idade.